# Marañón (piłkarz)
Marañón, właśc. Rafael Carlos Pérez González (ur. 23 lipca 1948 w Olite) – hiszpański piłkarz występujący podczas kariery zawodniczej na pozycji napastnika. Uczestnik mistrzostw świata 1978 rozgrywanych w Argentynie.
Jest wieloletnim graczem klubu RCD Espanyol, dla którego w Primera División strzelił przeszło 111 goli. Ten klubowy rekord przetrwał 24 lata, aż do 2007 roku, kiedy to pobił go Raúl Tamudo. Grał również w Realu Madryt, Sportingu Gijón oraz CE Sabadell FC.

## Sukcesy

### Real Madryt
- Primera División (1): 1972
- Puchar Króla (1): 1974